# Karel Oujezdský
Karel Oujezdský (* 19. září 1946 Přerov) je český rozhlasový redaktor a novinář. Zabývá se především českým a světovým výtvarným uměním.

## Životopis
V letech 1965–1971 vystudoval Fakultu sociálních věd a publicistiky Univerzity Karlovy v Praze. Díky básníku Andreji Stankovičovi se koncem 60. let 20. století seznámil s malíři, sochaři a básníky z okruhu Křižovnické školy čistého humoru bez vtipu a účastnil se řady křižovnických a undergroundových akcí. Od 70. let 20. století patřil k okruhu Protialkoholní společnosti doktora Římsy, která vzešla z pražské studentské bohémy 70. let a navazovala v jistém smyslu na podobná recesisticky orientovaná sdružení a hnutí 60. let. Za normalizace nepřicházelo v úvahu pracovat v novinách a časopisech kontrolovaných komunistickou stranou a tak našel zaměstnání v propagaci Prago Unionu (1972–1989) a poté ještě krátce v Čedoku (1989–1990), Ústředním automotoklubu Praha (1990) a Českém středisku výstavby architektury Praha (1990–1991).
Od prosince 1991 je redaktorem stanice Vltava Českého rozhlasu. Zde nastoupil do redakce pořadu Kulturní revue, předchůdkyně dnešní vltavské Mozaiky. Využil přitom své bohaté kontakty z undergroundu a disentu, které si vybudoval během 70. a 80. let. Ve spolupráci s malířem, písničkářem a básníkem Zbyňkem Benýškem se podílel na rozhlasové podobě časopisu Paternoster (od roku 1991 Revue pro umění a kritiku), kde dostávaly slovo osobnosti českého undergroundu.
Pro páteřní publicistický pořad Českého rozhlasu Vltava s názvem Mozaika natáčí denně v průměru dva rozhovory na tiskových konferencích nebo během vernisáže. Za 26 let vytvořil tisíce rozhlasových dokumentů s českými i zahraničními umělci – malíři, sochaři, fotografy, architekty i designéry, ale i s básníky, spisovateli, filmaři nebo také s folkloristy. Sleduje významné výstavy ve státních institucích, jako je Národní galerie, Uměleckoprůmyslové muzeum, Národní muzeum, i v soukromých galeriích a v nezávislých alternativních centrech.
Pro sobotní Víkendovou přílohu stanice Vltava natočil rozsáhlé pořady s kurátory výstav, řediteli galerií, malíři Theodorem Pištěkem, Milanem Kuncem, Františkem Skálou či sochaři Janem Hendrychem, Jaroslavem Rónou, se sklářským výtvarníkem Václavem Ciglerem a Vladimírem Kopeckým, nebo s významnými fotografy – Josefem Koudelkou, Jindřichem Štreitem, Ivanem Pinkavou, Danou Kyndrovou, ze zahraničních pak třeba se světově proslulými fotografkami Nan Goldin nebo Annie Leibovitz. Zachytil autentická svědectví mnoha významných českých výtvarníků, kteří již zemřeli, např. Karla Nepraše, Věry Janouškové, Jiřího Načeradského, Oldřicha Smutného, Františka Kyncla, Jitky Válové, Jana Koblasy, Stanislava Libenského, fotografů Ladislava Sitenského a Dagmar Hochové. Tiskem vyšly některé jeho rozhovory v časopisu Ateliér a v Lidových novinách.
Ve svém oboru stál u mnoha klíčových okamžiků zdejšího umění konce 20. a začátku 21. století. Sám přiznává, že rozhlas se pro něj stal drogou, bez níž nemůže být – „To médium mě naprosto pohltilo. Můžu tu pracovat se zvukem, zachycovat člověka v jeho reálném prostředí, spojovat jeho práci s reprodukovanou muzikou.“ Na dovolenou odjíždí až ve chvíli, kdy si předtočí tolik materiálu, že jeho nepřítomnost v rádiu ani není poznat.
V roce 2008 mu byla Masarykovou akademií umění udělena Cena Rudolfa II. za soustavnou propagaci současného výtvarného umění v Českém rozhlase s odbornými a vzdělávacími aspekty. V prosinci 2015 mu umělecký Spolek Skutek udělil čestné členství, které spolu s ním získali Jana a Jiří Ševčíkovi a Jiří Valoch.